# Liste des épisodes de Mon oncle Charlie

Cette page recense la liste des épisodes de la série télévisée Mon oncle Charlie (Two and a Half Men).

## Panorama
| Saison | Saison | Épisodes | Première diffusion | Première diffusion | Sortie DVD         | Sortie DVD        | Sortie DVD       | Sortie DVD        |
| Saison | Saison | Épisodes | Début de saison    | Fin de saison      | Région 1           | Région 2          | Région 3         | Région 4          |
| ------ | ------ | -------- | ------------------ | ------------------ | ------------------ | ----------------- | ---------------- | ----------------- |
|        | 1      | 24       | 22 septembre 2003  | 24 mai 2004        | 11 septembre 2007  | 12 septembre 2005 | 16 février 2006  | 1er février 2006  |
|        | 2      | 24       | 20 septembre 2004  | 23 mai 2005        | 8 janvier 2008     | 28 août 2006      | 6 septembre 2006 | 13 septembre 2006 |
|        | 3      | 24       | 19 septembre 2005  | 22 mai 2006        | 13 mai 2008        | 19 mai 2008       | 23 juillet 2008  | 23 juillet 2008   |
|        | 4      | 24       | 18 septembre 2006  | 14 mai 2007        | 23 septembre 2008  | 6 octobre 2008    | 1er octobre 2008 | 1er octobre 2008  |
|        | 5      | 19       | 24 septembre 2007  | 19 mai 2008        | 12 mai 2009        | 13 avril 2009     | 1er juillet 2009 | 1er juillet 2009  |
|        | 6      | 24       | 22 septembre 2008  | 18 mai 2009        | 1er septembre 2009 | 5 octobre 2009    | 3 mars 2010      | 3 mars 2010       |
|        | 7      | 22       | 21 septembre 2009  | 24 mai 2010        | 21 septembre 2010  | 21 septembre 2010 | 23 mai 2011      | 13 octobre 2010   |
|        | 8      | 16       | 20 septembre 2010  | 14 février 2011    | 6 septembre 2011   | 8 août 2011       | NC               | 23 août 2011      |
|        | 9      | 24       | 19 septembre 2011  | 4 mai 2012         | 28 août 2012       | 1er octobre 2012  | NC               | 5 septembre 2012  |
|        | 10     | 23       | 27 septembre 2012  | 14 mars 2013       | 24 septembre 2013  | 30 septembre 2013 | NC               | 23 octobre 2013   |
|        | 11     | 22       | 26 septembre 2013  | 8 mai 2014         | NC                 | NC                | NC               | NC                |
|        | 12     | 16       | 30 octobre 2014    | 19 février 2015    | NC                 | NC                | NC               | NC                |

## Première saison (2003/2004)
| №  | #  | Titre original                                                                  | Réalisation      | Scénario                                                                         | 1re diffusion US  | Audiences US (en M.) |
| -- | -- | ------------------------------------------------------------------------------- | ---------------- | -------------------------------------------------------------------------------- | ----------------- | -------------------- |
| 1  | 1  | Tonton Charlie Pilot                                                            | James Burrows    | Chuck Lorre et Lee Aronsohn                                                      | 22 septembre 2003 | 18.44                |
| 2  | 2  | Les Intrus Big Flappy Bastards                                                  | Andy Ackerman    | Scénario : Eddie Gorodetsky, Jeff Abugov Histoire : Chuck Lorre et Lee Aronsohn  | 29 septembre 2003 | 16.18                |
| 3  | 3  | Porky est mort Go East on Sunset Until You Reach the Gates of Hell              | Andy Ackerman    | Scénario : Mark Roberts, Lee Aronsohn Histoire : Chuck Lorre et Don Foster       | 6 octobre 2003    | 14.82                |
| 4  | 4  | Un Ménage à trois If I Can't Write My Chocolate Song, I'm Going to Take a Nap   | Andy Ackerman    | Scénario : Susan Beavers, Don Foster Histoire : Chuck Lorre et Lee Aronsohn      | 13 octobre 2003   | 14.73                |
| 5  | 5  | Massage dorsal The Last Thing You Want to Do Is Wind Up with a Hump             | Andy Ackerman    | Scénario : Eddie Gorodetsky, Jeff Abugov Histoire : Chuck Lorre et Lee Aronsohn  | 20 octobre 2003   | 15.82                |
| 6  | 6  | Problème de communication Did You Check with the Captain of the Flying Monkeys? | Andy Ackerman    | Scénario : Susan Beavers, Don Foster Histoire : Chuck Lorre et Lee Aronsohn      | 27 octobre 2003   | 15.82                |
| 7  | 7  | Éducation sexuelle If They Do Go Either Way, They're Usually Fake               | Andy Ackerman    | Scénario : Mark Roberts, Lee Aronsohn Histoire : Chuck Lorre et Don Foster       | 3 novembre 2003   | 16.02                |
| 8  | 8  | L'art d'accommoder les sauces Twenty-Five Little Pre-pubers Without a Snoot-ful | Chuck Lorre      | Scénario : Eddie Gorodetsky, Jeff Abugov Histoire : Chuck Lorre et Lee Aronsohn  | 10 novembre 2003  | 15.81                |
| 9  | 9  | Phase un, terminé Phase One, Complete                                           | Andy Ackerman    | Scénario : Susan Beavers, Don Foster Histoire : Chuck Lorre et Lee Aronsohn      | 17 novembre 2003  | 15.98                |
| 10 | 10 | Joyeux Thanksgiving Merry Thanksgiving                                          | Jay Sandrich     | Chuck Lorre et Lee Aronsohn                                                      | 24 novembre 2003  | 17.14                |
| 11 | 11 | Le chouchou de ces dames Alan Harper, Frontier Chiropractor                     | Robert Berlinger | Scénario : Lee Aronsohn, Mark Roberts Histoire : Chuck Lorre et Don Foster       | 15 décembre 2003  | 14.77                |
| 12 | 12 | Hormones et phéromones Camel Filters and Pheromones                             | Robert Berlinger | Scénario : Susan Beavers, Don Foster Histoire : Chuck Lorre et Lee Aronsohn      | 5 janvier 2004    | 16.75                |
| 13 | 13 | La fièvre du Dimanche soir Sarah Like Puny Alan                                 | Robert Berlinger | Scénario : Lee Aronsohn, Don Foster Histoire : Chuck Lorre                       | 12 janvier 2004   | 17.86                |
| 14 | 14 | Plaie d'argent n'est pas mortelle I Can't Afford Hyenas                         | Rob Schiller     | Scénario : Jeff Abugov, Eddie Gorodetsky Histoire : Chuck Lorre et Lee Aronsohn  | 2 février 2004    | 16.48                |
| 15 | 15 | La fille qui avait un grain Round One to the Hot Crazy Chick - Part 1           | Andrew D. Weyman | Chuck Lorre et Lee Aronsohn                                                      | 9 février 2004    | 16.96                |
| 16 | 16 | Un échange de salive That Was Saliva, Alan - Part 2                             | Andrew D. Weyman | Chuck Lorre et Lee Aronsohn                                                      | 16 février 2004   | 17.39                |
| 17 | 17 | Un cheeseburger, s'il vous plaît! Ate the Hamburgers, Wearing the Hats          | Andrew D. Weyman | Scénario : Eddie Gorodetsky, Mark Roberts Histoire : Jeff Abugov et Eric Lapidus | 23 février 2004   | 16.48                |
| 18 | 18 | Copain-copine An Old Flame with a New Wick                                      | Andrew D. Weyman | Scénario : Lee Aronsohn, Mark Roberts Histoire : Chuck Lorre et Don Foster       | 1er mars 2004     | 17.10                |
| 19 | 19 | Petits écarts I Remember the Coatroom, I Just Don't Remember You                | Gail Mancuso     | Scénario : Don Foster, Eddie Gorodetsky Histoire : Chuck Lorre et Lee Aronsohn   | 22 mars 2004      | 16.43                |
| 20 | 20 | La névrose familiale Hey, I Can Pee Outside in the Dark                         | Gary Halvorson   | Scénario : Jeff Abugov, Mark Roberts Histoire : Chuck Lorre et Lee Aronsohn      | 19 avril 2004     | 14.58                |
| 21 | 21 | On ne renifle pas l'assistante No Sniffing, No Wowing                           | Rob Schiller     | Scénario : Chuck Lorre, Don Foster Histoire : Lee Aronsohn et Susan Beavers      | 3 mai 2004        | 16.20                |
| 22 | 22 | La psy de Jake My Doctor Has a Cow Puppet                                       | Gail Mancuso     | Scénario : Chuck Lorre, Eddie Gorodetsky Histoire : Lee Aronsohn et Don Foster   | 10 mai 2004       | 16.00                |
| 23 | 23 | Comme un buffle en rut Just Like Buffalo                                        | Rob Schiller     | Scénario : Lee Aronsohn, Don Foster Histoire : Chuck Lorre et Susan Beavers      | 17 mai 2004       | 15.20                |
| 24 | 24 | Grande décision Can You Feel My Finger?                                         | Rob Schiller     | Chuck Lorre et Lee Aronsohn                                                      | 24 mai 2004       | 18.16                |

## Deuxième saison (2004/2005)
| №  | #  | Titre                                                                 | Réalisation    | Scénario                                                                          | 1re diffusion US  | Audiences US (en M.) |
| -- | -- | --------------------------------------------------------------------- | -------------- | --------------------------------------------------------------------------------- | ----------------- | -------------------- |
| 25 | 1  | Frères ennemis Back Off, Mary Poppins                                 | Pamela Fryman  | Scénario : Lee Aronsohn, Susan Beavers Histoire : Chuck Lorre                     | 20 septembre 2004 | 16.44                |
| 26 | 2  | Un fils ingrat Enjoy Those Garlic Balls                               | Pamela Fryman  | Scénario : Don Foster, Eddie Gorodetsky Histoire : Chuck Lorre et Lee Aronsohn    | 27 septembre 2004 | 16.44                |
| 27 | 3  | Une maîtresse pas comme les autres A Bag Full of Jawea                | Pamela Fryman  | Scénario : Jeff Abugov, Mark Roberts Histoire : Chuck Lorre et Lee Aronsohn       | 4 octobre 2004    | 14.43                |
| 28 | 4  | Le soutien-gorge de maman Go Get Mommy's Bra                          | Pamela Fryman  | Scénario : Lee Aronsohn, Don Foster Histoire :Chuck Lorre et Eddie Gorodetsky     | 11 octobre 2004   | 17.15                |
| 29 | 5  | Charlie et son double Bad News from the Clinic?                       | Pamela Fryman  | Scénario : Mark Roberts, Jeff Abugov Histoire :Chuck Lorre et Lee Aronsohn        | 18 octobre 2004   | 16.28                |
| 30 | 6  | Une bonne pâte The Price of Healthy Gums is Eternal Vigilance         | Pamela Fryman  | Scénario : Mark Roberts, Eddie Gorodetsky Histoire : Chuck Lorre et Lee Aronsohn  | 25 octobre 2004   | 17.25                |
| 31 | 7  | Charlie et le traiteur A Kosher Slaughterhouse Out in Fontana         | Pamela Fryman  | Scénario : Don Foster Histoire : Chuck Lorre et Lee Aronsohn                      | 8 novembre 2004   | 16.04                |
| 32 | 8  | Obsession Frankenstein and the Horny Villagers                        | Pamela Fryman  | Scénario : Chuck Lorre, Lee Aronsohn Histoire : Don Foster, Jeff Abugov           | 15 novembre 2004  | 17.47                |
| 33 | 9  | Courage, fuyons Yes, Monsignor                                        | Pamela Fryman  | Scénario : Susan Beavers, Jeff Abugov Histoire : Chuck Lorre et Lee Aronsohn      | 22 novembre 2004  | 18.94                |
| 34 | 10 | Allons voir si la rose The Salmon Under My Sweater                    | Pamela Fryman  | Scénario : Chuck Lorre, Lee Aronsohn Histoire : Don Foster et Mark Roberts        | 29 novembre 2004  | 17.88                |
| 35 | 11 | Internet c'est pas toujours net Last Chance to See Those Tattoos      | Pamela Fryman  | Chuck Lorre et Lee Aronsohn                                                       | 13 décembre 2004  | 16.22                |
| 36 | 12 | Une brise printanière A Lungful of Alan                               | Pamela Fryman  | Scénario : Chuck Lorre, Lee Aronsohn Histoire : Mark Roberts et Eddie Gorodetsky  | 3 janvier 2005    | 16.22                |
| 37 | 13 | La fiancée venue du froid Zejdz Z Moich Wlosów (Get Off My Hair)      | Pamela Fryman  | Scénario : Chuck Lorre, Lee Aronsohn Histoire : Susan Beavers et Eddie Gorodetsky | 17 janvier 2005   | 18.14                |
| 38 | 14 | Grand-mère indigne Those Big Pink Things with Coconut                 | Pamela Fryman  | Scénario : Don Foster, Jeff Abugov Histoire : Chuck Lorre et Lee Aronsohn         | 31 janvier 2005   | 18.14                |
| 39 | 15 | Charlie garde-malade Smell the Umbrella Stand                         | Pamela Fryman  | Scénario : Don Foster, Jeff Abugov Histoire : Chuck Lorre et Susan Beavers        | 7 février 2005    | 16.75                |
| 40 | 16 | Qui aime bien, oublie bien Can You Eat Human Flesh with Wooden Teeth? | Pamela Fryman  | Scénario : Don Foster, Jeff Abugov Histoire : Chuck Lorre et Susan Beavers        | 14 février 2005   | 16.78                |
| 41 | 17 | Le mal de dos Woo-Hoo, a Hernia Exam!                                 | Pamela Fryman  | Scénario : Chuck Lorre, Lee Aronsohn Histoire : Mark Roberts et Susan Beavers     | 21 février 2005   | 17.50                |
| 42 | 18 | Troubles érectiles It Was 'Mame,' Mom                                 | Pamela Fryman  | Scénario : Eddie Gorodetsky, Mark Roberts Histoire : Chuck Lorre et Lee Aronsohn  | 7 mars 2005       | 16.75                |
| 43 | 19 | Fiancé de substitution A Low, Guttural Tongue-Flapping Noise          | Gary Halvorson | Scénario : Chuck Lorre, Lee Aronsohn Histoire : Mark Roberts et Eddie Gorodetsky  | 21 mars 2005      | 15.92                |
| 44 | 20 | Faux frères I Always Wanted a Shaved Monkey                           | Asaad Kelada   | Scénario : Susan Beavers, Jeff Abugov Histoire : Chuck Lorre et Lee Aronsohn      | 18 avril 2005     | 17.13                |
| 45 | 21 | Dragues à l'enterrement A Sympathetic Crotch to Cry On                | Pamela Fryman  | Scénario : Mark Roberts, Eddie Gorodetsky Histoire : Chuck Lorre et Lee Aronsohn  | 2 mai 2005        | 17.93                |
| 46 | 22 | Ma vieille peau de mère That Old Hose Bag is My Mother                | Gary Halvorson | Scénario : Mark Roberts, Don Foster Histoire : Chuck Lorre et Lee Aronsohn        | 9 mai 2005        | 17.96                |
| 47 | 23 | Soirée de folie Squab, Squab, Squab, Squab, Squab                     | J.D. Lobue     | Scénario : Susan Beavers, Don Foster Histoire : Chuck Lorre et Lee Aronsohn       | 16 mai 2005       | 24.24                |
| 48 | 24 | La fiancée de grand-père Does This Smell Funny to You?                | Pamela Fryman  | Scénario : Susan Beavers, Jeff Abugov Histoire : Chuck Lorre et Lee Aronsohn      | 23 mai 2005       | 14.37                |

## Troisième saison (2005/2006)
| №  | #  | Titre                                                           | Réalisation    | Scénario                                                                                        | 1re diffusion US  | Audiences US (en M.) |
| -- | -- | --------------------------------------------------------------- | -------------- | ----------------------------------------------------------------------------------------------- | ----------------- | -------------------- |
| 49 | 1  | Une mauvaise chute Weekend in Bangkok with Two Olympic Gymnasts | Gary Halvorson | Chuck Lorre et Lee Aronsohn                                                                     | 19 septembre 2005 | 15.04                |
| 50 | 2  | Le mythe des termites Principal Gallagher's Lesbian Lover       | Gary Halvorson | Susan Beavers et Eddie Gorodetsky                                                               | 26 septembre 2005 | 14.37                |
| 51 | 3  | Vidange express Carpet Burns and a Bite Mark                    | Gary Halvorson | Scénario : Lee Aronsohn et Don Foster Histoire : Chuck Lorre                                    | 3 octobre 2005    | 14.21                |
| 52 | 4  | Macho en panne Your Dismissive Attitude Toward Boobs            | Gary Halvorson | Scénario : Eddie Gorodetsky, Mark Roberts Histoire : Chuck Lorre et Lee Aronsohn                | 10 octobre 2005   | 15.24                |
| 53 | 5  | Quand la mère monte We Called it Mr. Pinky                      | Gary Halvorson | Mark Roberts et Susan Beavers                                                                   | 17 octobre 2005   | 15.56                |
| 54 | 6  | Viva Belzébuth Hi, Mr. Horned One                               | Gary Halvorson | Scénario : Chuck Lorre, Lee Aronsohn Histoire : Eddie Gorodetsky et Mark Roberts                | 24 octobre 2005   | 16.77                |
| 55 | 7  | Telle fille, tel père Sleep Tight, Puddin' Pop                  | Gary Halvorson | Scénario : Chuck Lorre, Lee Aronsohn Histoire : Eddie Gorodetsky et Don Foster                  | 7 novembre 2005   | 16.19                |
| 56 | 8  | Tu seras un homme mon fils That Voodoo That I Do Do             | Gary Halvorson | Scénario : Eddie Gorodetsky, Mark Roberts Histoire : Chuck Lorre et Lee Aronsohn                | 14 novembre 2005  | 15.17                |
| 57 | 9  | Le nouvel ami de Madame Madame and Her Special Friend           | Asaad Kelada   | Scénario : Chuck Lorre, Lee Aronsohn Histoire : Jeff Abugov et Susan Beavers                    | 21 novembre 2005  | 15.74                |
| 58 | 10 | La révélation Something Salted and Twisted                      | Rob Schiller   | Scénario : Chuck Lorre, Lee Aronsohn Histoire : Eddie Gorodetsky et Mark Roberts                | 28 novembre 2005  | 17.14                |
| 59 | 11 | L'amour sans amour Santa's Village of the Damned                | Rob Schiller   | Scénario : Don Foster, Susan Beavers Histoire : Chuck Lorre et Lee Aronsohn                     | 19 décembre 2005  | 17.71                |
| 60 | 12 | Trop blonde pour toi That Special Tug                           | Rob Schiller   | Scénario : Chuck Lorre, Lee Aronsohn Histoire : Don Foster et Susan Beavers                     | 9 janvier 2006    | 17.20                |
| 61 | 13 | Quoi de neuf docteur? Humiliation is a Visual Medium            | Rob Schiller   | Scénario : Mark Roberts, Eddie Gorodetsky Histoire : Chuck Lorre et Lee Aronsohn                | 23 janvier 2006   | 17.07                |
| 62 | 14 | Trop brune pour toi Love Isn't Blind, It's Retarded             | Gary Halvorson | Scénario : Don Foster, Susan Beavers Histoire : Chuck Lorre, Lee Aronsohn et Jeff Abougov       | 6 février 2006    | 16.33                |
| 63 | 15 | La rupture My Tongue is Meat                                    | Gary Halvorson | Scénario : Chuck Lorre, Lee Aronsohn Histoire : Eddie Gorodetsky et Mark Roberts                | 27 février 2006   | 17.04                |
| 64 | 16 | Le goûter d'anniversaire Ergo, the Booty Call                   | Gary Halvorson | Scénario : Don Foster, Susan Beavers Histoire : Chuck Lorre, Lee Aronsohn                       | 6 mars 2006       | 17.06                |
| 65 | 17 | Les trophées de la vie The Unfortunate Little Schnauser         | Gary Halvorson | Scénario : Mark Roberts, Eddie Gorodetsky Histoire : Chuck Lorre, Lee Aronsohn                  | 13 mars 2006      | 17.37                |
| 66 | 18 | Victime de l'amour The Spit-Covered Cobbler                     | Gary Halvorson | Scénario : Lee Aronsohn, Chuck Lorre Histoire : Eddie Gorodetsky et Mark Roberts                | 20 mars 2006      | 16.72                |
| 67 | 19 | Auprès de ma brune Golly Moses, She's a Muffin                  | Gary Halvorson | Scénario : Mark Roberts, Eddie Gorodetsky Histoire : Chuck Lorre, Lee Aronsohn                  | 10 avril 2006     | 14.05                |
| 68 | 20 | Le bouquet de la mariée Always a Bridesmaid, Never a Burro      | Gary Halvorson | Scénario : Susan Beavers, Don Foster Histoire : Lee Aronsohn et Chuck Lorre                     | 24 avril 2006     | 14.47                |
| 69 | 21 | Ma maîtresse et la maîtresse de papa And the Plot Moistens      | Jerry Zaks     | Scénario : Mark Roberts, Jim Patterson, Lee Aronsohn Histoire : Chuck Lorre et Eddie Gorodetsky | 1er mai 2006      | 14.31                |
| 70 | 22 | Ma première boum Just Once with Aunt Sophie                     | Lee Aronsohn   | Lee Aronsohn et Chuck Lorre                                                                     | 8 mai 2006        | 14.87                |
| 71 | 23 | La demande en mariage Arguments for the Quickie                 | James Widdoes  | Scénario : Susan Beavers, Lee Aronsohn Histoire : Chuck Lorre et Don Foster                     | 15 mai 2006       | 11.04                |
| 72 | 24 | Le mariage de Charlie That Pistol-Packin' Hermaphrodite         | James Widdoes  | Scénario : Susan Beavers, Lee Aronsohn Histoire : Chuck Lorre et Don Foster                     | 22 mai 2006       | 15.51                |

## Quatrième saison (2006/2007)
| №  | #  | Titre français                   | Titre original                        | Réalisation      | Scénario                                                                                         | 1re diffusion US  | Audiences US (en M.) |
| -- | -- | -------------------------------- | ------------------------------------- | ---------------- | ------------------------------------------------------------------------------------------------ | ----------------- | -------------------- |
| 73 | 1  | "Retour à la case départ"        | Working for Caligula                  | Gary Halvorson   | Chuck Lorre et Lee Aronsohn                                                                      | 18 septembre 2006 | 15.09                |
| 74 | 2  | "Sexe, alcool et jeux de hasard" | Who's Vod Kanockers?                  | Gary Halvorson   | Scénario : Don Foster, Eddie Gorodetsky Histoire : Chuck Lorre et Lee Aronsohn                   | 25 septembre 2006 | 15.28                |
| 75 | 3  | "Le baiser de la mort"           | The Sea is a Harsh Mistress           | Gary Halvorson   | Scénario : Mark Roberts, Eddie Gorodetsky Histoire : Chuck Lorre et Lee Aronsohn                 | 2 octobre 2006    | 15.80                |
| 76 | 4  | "Le cadeau"                      | A Pot Smoking Monkey                  | Gary Halvorson   | Scénario : Chuck Lorre, Lee Aronsohn, Susan Beavers Histoire : Bill Prady et Maria Espada Pearce | 9 octobre 2006    | 16.38                |
| 77 | 5  | "Enterrement de vie de garçon"   | A Live Woman of Proven Fertility      | Gary Halvorson   | Scénario : Chuck Lorre, Lee Aronsohn Histoire : Don Foster et Susan Beavers                      | 16 octobre 2006   | 16.25                |
| 78 | 6  | "Maman bis"                      | Apologies for the Frivolity           | Gary Halvorson   | Scénario : Don Foster, Mark Roberts Histoire : Chuck Lorre et Lee Aronsohn                       | 23 octobre 2006   | 15.03                |
| 79 | 7  | "Le retour de la fille"          | Repeated Blows to His Unformed Head   | Gary Halvorson   | Scénario : Eddie Gorodetsky, Jim Patterson Histoire : Chuck Lorre et Lee Aronsohn                | 6 novembre 2006   | 14.48                |
| 80 | 8  | "Lâchez les chiens"              | Release the Dogs                      | Gary Halvorson   | Scénario : Chuck Lorre, Lee Aronsohn Histoire : Susan Beavers et Jim Patterson                   | 13 novembre 2006  | 15.83                |
| 81 | 9  | "Deviens un homme, mon fils"     | Corey's Been Dead for an Hour         | Gary Halvorson   | Scénario : Chuck Lorre, Lee Aronsohn Histoire : Don Foster et Mark Roberts                       | 20 novembre 2006  | 15.04                |
| 82 | 10 | "Lessive et dépendance"          | Kissing Abe Lincoln                   | Gary Halvorson   | Scénario : Chuck Lorre, Lee Aronsohn Histoire : Eddie Gorodetsky et Mark Roberts                 | 27 novembre 2006  | 15.50                |
| 83 | 11 | "Mon plus beau Noël"             | Walnuts and Demerol                   | Gary Halvorson   | Scénario : Don Foster, Mark Roberts Histoire : Chuck Lorre et Lee Aronsohn                       | 11 décembre 2006  |                      |
| 84 | 12 | "Le dîner de famille"            | Castrating Sheep in Montana           | James Widdoes    | Scénario : Mark Roberts, Eddie Gorodetsky Histoire : Chuck Lorre et Lee Aronsohn                 | 8 janvier 2007    | 14.78                |
| 85 | 13 | "Les murs ont des oreilles"      | Don't Worry, Speed Racer              | Gary Halvorson   | Scénario : Mark Roberts, Eddie Gorodetsky Histoire : Chuck Lorre et Lee Aronsohn                 | 22 janvier 2007   | 15.85                |
| 86 | 14 | "La nouvelle voisine"            | That's Summer Sausage, Not Salami     | Gary Halvorson   | Scénario : Don Foster, Susan Beavers, Jim Patterson Histoire : Chuck Lorre et Lee Aronsohn       | 5 février 2007    | 17.68                |
| 87 | 15 | "Rencontre sur le net"           | My Damn Stalker                       | James Widdoes    | Scénario : Mark Roberts, Eddie Gorodetsky Histoire : Chuck Lorre et Lee Aronsohn                 | 12 février 2007   | 16.58                |
| 88 | 16 | "Le vieux de quarante ans"       | Young People Have Phlegm Too          | Andrew D. Weyman | Scénario : Chuck Lorre, Lee Aronsohn Histoire : Eddie Gorodetsky et Mark Roberts                 | 19 février 2007   | 16.56                |
| 89 | 17 | "Une nouvelle famille"           | I Merely Slept with a Commie          | Gary Halvorson   | Scénario : Don Foster, Mark Roberts Histoire : Chuck Lorre et Lee Aronsohn                       | 26 février 2007   | 16.58                |
| 90 | 18 | "L'âge critique"                 | It Never Rains in Hooterville         | Gary Halvorson   | Scénario : Don Foster, Mark Roberts Histoire : Chuck Lorre et Lee Aronsohn                       | 19 mars 2007      | 11.68                |
| 91 | 19 | "Tante Myra - Partie 1"          | Smooth as a Ken Doll                  | Gary Halvorson   | Scénario : Susan Beavers, Eddie Gorodetsky, Don Foster Histoire : Chuck Lorre et Lee Aronsohn    | 9 avril 2007      | 13.46                |
| 92 | 20 | "Tante Myra - Partie 2"          | Aunt Myra Doesn't Pee a Lot           | Jerry Zaks       | Scénario : Chuck Lorre, Lee Aronsohn Histoire : Eddie Gorodetsky et Jim Patterson                | 16 avril 2007     | 13.03                |
| 93 | 21 | "Un gay peut en cacher un autre" | Tucked, Taped and Gorgeous            | Jerry Zaks       | Scénario : Don Foster, Mark Roberts Histoire : Chuck Lorre et Lee Aronsohn                       | 23 avril 2007     | 12.27                |
| 94 | 22 | "Dr Charlie et mister Hyde"      | M.. McGlue's Feedbag                  | Jon Cryer        | Scénario : Jim Patterson, Don Foster Histoire : Chuck Lorre et Lee Aronsohn                      | 30 avril 2007     | 13.71                |
| 95 | 23 | "La nouvelle génération"         | Anteaters. They're Just Crazy-Lookin' | Lee Aronsohn     | Scénario : Don Foster, Mark Roberts, Jim Patterson Histoire : Chuck Lorre et Lee Aronsohn        | 7 mai 2007        | 13.27                |
| 96 | 24 | "Un beau-père en or"             | Prostitutes and Gelato                | Ted Wass         | Scénario : Mark Roberts, Mark Roberts Histoire : Chuck Lorre et Lee Aronsohn                     | 14 mai 2007       | 10.16                |

## Cinquième saison (2007/2008)
En raison d'une grève des scénaristes, de nombreuses séries télévisées ont vu leurs nombres d'épisodes réduits pour la saison 2007/08. La saison 5 de Mon oncle Charlie contient donc 19 épisodes au lieu des 22/24 habituels.
| №   | #  | Titre français          | Titre original                        | Réalisation   | Scénario | 1re diffusion US  | Audiences US (en M.) |
| --- | -- | ----------------------- | ------------------------------------- | ------------- | --- | ----------------- | -------------------- |
| 97  | 1  | "Le grand saut"         | Large Birds, Spiders and Mom          | Ted Wass      | Scénario : Lee Aronsohn, Chuck Lorre Histoire : Mark Roberts et Eddie Gorodetsky                                           | 24 septembre 2007 | 13.58                |
| 98  | 2  | "Ma mère, mon amie"     | Media Room Slash Dungeon              | Ted Wass      | Scénario : Don Foster, Susan Beavers, Jim Patterson Histoire : Chuck Lorre et Lee Aronsohn                                 | 1er octobre 2007  | 13.24                |
| 99  | 3  | "Les femmes de mon âge" | Dum Diddy Dum Diddy Doo               | Ted Wass      | Lee Aronsohn et Chuck Lorre                                                                                                | 8 octobre 2007    | 13.02                |
| 100 | 4  | "'La cité des Saints"   | City of Great Racks                   | James Widdoes | Scénario : Eddie Gorodetsky, Susan Beavers, Jim Patterson Histoire : Chuck Lorre, Lee Aronsohn, Don Foster et Mark Roberts | 15 octobre 2007   | 13.69                |
| 101 | 5  | "Qui vivra verra"       | Putting Swim Fins on a Cat            | James Widdoes | Scénario : Don Foster, Eddie Gorodetsky Histoire : Mark Roberts                                                            | 22 octobre 2007   | 13.94                |
| 102 | 6  | "Le 4e Commandement"    | Help Daddy Find His Toenail           | James Widdoes | Scénario : Susan Beavers, Jim Patterson Histoire : Chuck Lorre et Lee Aronsohn                                             | 29 octobre 2007   | 13.73                |
| 103 | 7  | "La coupe est pleine"   | Our Leather Gear is in the Guest Room | Ted Wass      | Chuck Lorre et Lee Aronsohn                                                                                                | 5 novembre 2007   | 13.80                |
| 104 | 8  | "Ma brillante carrière" | Is There a Mrs. Waffles?              | Ted Wass      | Scénario : Chuck Lorre, Lee Aronsohn Histoire : Susan Beavers et Jim Patterson                                             | 12 novembre 2007  | 14.12                |
| 105 | 9  | "Une belle carrosserie" | Tight's Good                          | Jean Sagal    | Scénario : Don Foster, Eddie Gorodetsky Histoire : Mark Roberts                                                            | 19 novembre 2007  | 13.92                |
| 106 | 10 | "L'extraterrestre"      | Kinda Like Necrophilia                | Ted Wass      | Scénario : Chuck Lorre, Lee Aronsohn Histoire : Susan Beavers et Jim Patterson                                             | 26 novembre 2007  | 15.26                |
| 107 | 11 | "La rupture"            | Meander to Your Dander                | James Widdoes | Scénario : Susan Beavers, Jim Patterson Histoire : Don Foster et Mark Roberts                                              | 17 mars 2008      | 14.06                |
| 108 | 12 | "Hors normes"           | A Little Clammy and None Too Fresh    | James Widdoes | Scénario : Chuck Lorre, Lee Aronsohn Histoire : Susan Beavers et Jim Patterson                                             | 24 mars 2008      | 14.23                |
| 109 | 13 | "Allo docteur"          | The Soil is Moist                     | James Widdoes | Scénario : Chuck Lorre, Lee Aronsohn Histoire : Eddie Gorodetsky                                                           | 31 mars 2008      | 14.50                |
| 110 | 14 | "La fille de joie"      | Winky-Dink Time                       | James Widdoes | Scénario : Eddie Gorodetsky, Jim Patterson Histoire : Mark Roberts                                                         | 14 avril 2008     | 13.94                |
| 111 | 15 | "Coureur de jupons"     | Rough Night in Hump Junction          | James Widdoes | Scénario : Chuck Lorre, Lee Aronsohn Histoire : Eddie Gorodetsky                                                           | 21 avril 2008     | 13.36                |
| 112 | 16 | "Vive la mariée"        | Look at Me, Mommy, I'm Pretty         | Joel Zwick    | Scénario : Eddie Gorodetsky, Don Foster, Susan Beavers Histoire : Chuck Lorre et Lee Aronsohn                              | 28 avril 2008     | 12.91                |
| 113 | 17 | "Amour à mort"          | Fish in a Drawer                      | Jeff Melman   | Scénario : Sarah Goldfinger, Evan Dunsky Histoire : Carol Mendelsohn et Naren Shankar                                      | 5 mai 2008        | 13.61                |
| 114 | 18 | "Gérontophilie"         | If My Hole Could Talk                 | Jon Cryer     | Scénario : Eddie Gorodetsky, Jim Patterson, Mark Roberts Histoire : Chuck Lorre et Lee Aronsohn                            | 12 mai 2008       | 13.82                |
| 115 | 19 | "Double coup de foudre" | Waiting for the Right Snapper         | Jeff Melman   | Scénario : Mark Roberts, Lee Aronsohn, Chuck Lorre Histoire : Eddie Gorodetsky et Don Foster                               | 19 mai 2008       | 14.70                |

## Sixième saison (2008/2009)
| №   | #  | Titre français                                  | Titre original                        | Réalisation   | Scénario                                                                 | 1re diffusion US | Audiences US (en M.) |
| --- | -- | ----------------------------------------------- | ------------------------------------- | ------------- | ------------------------------------------------------------------------ | ---------------- | -------------------- |
| 116 | 1  | "Gogol est l'enfant de notre amour"             | Taterhead is Our Love Child           | James Widdoes | Lee Aronsohn, Jim Patterson, Don Foster, Chuck Lorre et Mark Roberts     | 22 sept. 2008    | 14.88                |
| 117 | 2  | "Herb, ta bouche"                               | Pie Hole, Herb                        | James Widdoes | Eddie Gorodetsky, Susan Beavers, Chuck Lorre et Lee Aronsohn             | 29 sept. 2008    | 13.58                |
| 118 | 3  | "Enfoirés d'œufs Benedict"                      | Damn You, Eggs Benedict               | Jean Sagal    | Mark Roberts, Don Foster, Chuck Lorre et Lee Aronsohn                    | 6 oct. 2008      | 14.07                |
| 119 | 4  | "Blablabla et tout le tralala"                  | The Flavin' and the Mavin'            | James Widdoes | Eddie Gorodetsky, Jim Patterson, Chuck Lorre et Lee Aronsohn             | 13 oct. 2008     | 14.72                |
| 120 | 5  | "Un suspensoir en enfer"                        | A Jock Strap in Hell                  | Jean Sagal    | Don Foster, Eddie Gorodetsky, Susan Beavers, Chuck Lorre et Lee Aronsohn | 20 oct. 2008     | 14.63                |
| 121 | 6  | "C'est toujours la semaine Nazie"               | It's Always Nazi Week - Part 1        | James Widdoes | Mark Roberts, Jim Patterson, Chuck Lorre et Lee Aronsohn                 | 3 nov. 2008      | 14.63                |
| 122 | 7  | "Les grues m'ont coûté un max"                  | Best H.O. Money Can Buy - Part 2      | James Widdoes | Don Foster, Mark Roberts et Eddie Gorodetsky                             | 10 nov. 2008     | 14.50                |
| 123 | 8  | "La bouche de Pinocchio"                        | Pinocchio's Mouth                     | Jeff Melman   | Don Foster, Jim Patterson et Chuck Lorre                                 | 17 nov. 2008     | 15.18                |
| 124 | 9  | "Le parasite de Libu"                           | The Mooch at the Boo                  | Jeff Melman   | Susan Beavers, Eddie Gorodetsky, Chuck Lorre et Lee Aronsohn             | 24 nov. 2008     | 14.95                |
| 125 | 10 | "Le fumet du jambon l'a excité"                 | He Smelled the Ham, He Got Excited    | Jeff Melman   | Susan Beavers, Don Foster et Mark Roberts                                | 8 déc. 2008      | 15.59                |
| 126 | 11 | "Le lubrifiant de Satan"                        | The Devil's Lube                      | Jeff Melman   | Chuck Lorre, Don Foster, Mark Roberts, Eddie Gorodetsky et Lee Aronsohn  | 15 déc. 2008     | 17.92                |
| 127 | 12 | "Que Dieu bénisse la scoliose"                  | Thank God for Scoliosis               | Jeff Melman   | Chuck Lorre, Eddie Gorodetsky, Mark Roberts et Jim Patterson             | 12 jan. 2009     | 17.10                |
| 128 | 13 | "Je crois que tu as vexé Don"                   | I Think You Offended Don              | Jeff Melman   | Chuck Lorre, Don Foster, Mark Roberts, Lee Aronsohn et Jim Patterson     | 19 jan. 2009     | 16.09                |
| 129 | 14 | "David Copperfield m'a refilé du GHB"           | David Copperfield Slipped Me a Roofie | Jeff Melman   | Don Foster et Jim Patterson                                              | 2 fév. 2009      | 16.55                |
| 130 | 15 | "J'aimerais commencer par le chat"              | I'd Like to Start with the Cat        | Jeff Melman   | Chuck Lorre, Mark Roberts, Don Foster et Susan Beavers                   | 9 fév. 2005      | 15.00                |
| 131 | 16 | "Elle sera toujours morte à la mi-temps"        | She'll Still Be Dead at Halftime      | Jeff Melman   | Mark Roberts, Don Foster et Eddie Gorodetsky                             | 2 mars 2009      | 15.47                |
| 132 | 17 | "Le "ocu" ou le "pado" ?"                       | The 'Ocu' or the 'Pado'?              | James Widdoes | Susan Beavers et Jim Patterson                                           | 9 mars 2009      | 13.44                |
| 133 | 18 | "L'énorme tête de mon fils"                     | My Son's Enormous Head                | James Widdoes | Lee Aronsohn, Jim Patterson, Susan Beavers et Eddie Gorodetsky           | 16 mars 2009     | 14.12                |
| 134 | 19 | "La règle des deux doigts"                      | The Two Finger Rule                   | James Widdoes | Eddie Gorodetsky, Susan Beavers, Lee Aronsohn et Chuck Lorre             | 30 mars 2009     | 14.56                |
| 135 | 20 | "Bonjour, je suis Alan Cousteau"                | Hello, I Am Alan Cousteau             | James Widdoes | Lee Aronsohn, Susan Beavers et Eddie Gorodetsky                          | 13 avril 2009    | 15.03                |
| 136 | 21 | "Au-dessus de joyeux cyclopes"                  | Above Exalted Cyclops                 | James Widdoes | Don Foster et Eddie Gorodetsky                                           | 27 avril 2009    | 14.16                |
| 137 | 22 | "La litière de Sir Lancelot"                    | Sir Lancelot's Litter Box             | Jon Cryer     | Susan Beavers, Eddie Gorodetsky et Jim Patterson                         | 4 mai 2009       | 14.17                |
| 138 | 23 | "Bonjour madame Doubtfire"                      | Good Morning, Mrs. Butterworth        | Mark Roberts  | Mark Roberts, Sid Youngers, Don Foster et Eddie Gorodetsky               | 11 mai 2009      | 13.11                |
| 139 | 24 | "Le baseball, c'était mieux avec des stéroïdes" | Baseball Was Better with Steroids     | Lee Aronsohn  | Lee Aronsohn, Chuck Lorre, Susan Beavers et Mark Roberts                 | 18 mai 2009      | 16.18                |

## Septième saison (2009/2010)
| №   | #  | Titre                                                                                  | Réalisation   | Scénario | 1re diffusion US  | Audiences US (en M.) |
| --- | -- | -------------------------------------------------------------------------------------- | ------------- | --- | ----------------- | -------------------- |
| 140 | 1  | 818-jklpuzo                                                                            | James Widdoes | Scénario : Eddie Gorodetsky, Don Foster, Susan Beavers Histoire : Chuck Lorre, Lee Aronsohn et Mark Roberts    | 21 septembre 2009 | 13.63                |
| 141 | 2  | Émasculés sur trois générations Whipped Unto the Third Generation                      | James Widdoes | Mark Roberts                                                                                                   | 28 septembre 2009 | 13.86                |
| 142 | 3  | Mmm, du poisson. Miam Mmm, fish. Yum.                                                  | James Widdoes | Scénario : Eddie Gorodetsky, Susan Beavers, Jim Patterson Histoire : Chuck Lorre, Lee Aronsohn et Don Foster   | 5 octobre 2009    | 13.07                |
| 143 | 4  | Testeur de laxatif, inséminateur de chevaux Laxative Tester, Horse Inseminator         | James Widdoes | Scénario : Chuck Lorre, Lee Aronsohn et Mark Roberts Histoire : Susan Beavers et Eddie Gorodetsky              | 12 octobre 2009   | 14.17                |
| 144 | 5  | Dans l'intérêt de l'enfant For the Sake of the Child                                   | James Widdoes | Scénario : Don Foster, Jim Patterson Histoire : Chuck Lorre, Lee Aronson et Mark Roberts                       | 19 octobre 2009   | 14.07                |
| 145 | 6  | Donne-moi ton pouce Give Me Your Thumb                                                 | James Widdoes | Scénario : David Richardson Histoire : Chuck Lorre, Lee Aronsohn et Don Foster                                 | 2 novembre 2009   | 13.51                |
| 146 | 7  | Non-souillé par la saleté Untainted by Filth                                           | James Widdoes | Scénario : Mark Roberts, Lee Aronsohn Histoire : Chuck Lorre, Lee Aronsohn et Don Foster                       | 9 novembre 2009   | 14.44                |
| 147 | 8  | Ouaf-Ouaf. Miaou. Meuh. Gorp. Fnark. Schmegle.                                         | James Widdoes | Scénario : Eddie Gorodetsky, Susan Beaves, Jim Patterson Histoire : Chuck Lorre, Lee Aronsohn et Mark Roberts  | 16 novembre 2009  | 13.69                |
| 148 | 9  | La laque pour cheveux du capitaine Terry Captain Terry's Spray-On Hair                 | James Widdoes | Scénario : Chuck Lorre, Lee Aronsohn, Mark Roberts Histoire : Don Foster, Eddie Gorodetsky et Susan Beavers    | 23 novembre 2009  | 13.91                |
| 149 | 10 | On devrait plutôt les appeler les "salles de boules" That's Why They Call It Ball Room | James Widdoes | Scénario : Lee Aronsohn, Mark Roberts, Don Foster Histoire : Chuck Lorre et Jim Patterson                      | 7 décembre 2009   | 14.84                |
| 150 | 11 | Je vous préviens, c'est cochon Warning, It's Dirty                                     | James Widdoes | Scénario : Eddie Gorodetsky, Don Foster Histoire : Chuck Lorre et Mark Roberts                                 | 14 décembre 2009  | 16.37                |
| 151 | 12 | Les blagues de pétomane, les tartes et Céleste Fart Jokes, Pie and Celeste             | James Widdoes | Scénario : Susan Beavers, Eddie Gorodetsky, Jim Patterson Histoire : Chuck Lorre, Lee Aronsohn et Mark Roberts | 11 janvier 2010   | 17.27                |
| 152 | 13 | Ouais, pas de polypes! Yay, No Polyps!                                                 | James Widdoes | Scénario : Mark Roberts, Don Foster, Jim Patterson Histoire : Chuck Lorre et Lee Aronsohn                      | 18 janvier 2010   | 16.20                |
| 153 | 14 | Grossier et totalement déplacé Crude and Uncalled For                                  | James Widdoes | Scénario : Mark Roberts, Don Foster, Eddie Gorodetsky Histoire : Chuck Lorre et Lee Aronsohn                   | 1er février 2010  | 16.51                |
| 154 | 15 | À tes ordres, Capitaine Égoïste Aye, Aye, Captain Douche                               | James Widdoes | Scénario : Mark Roberts, Don Foster et Jim Patterson Histoire : Chuck Lorre, Lee Aronsohn et Susan Beavers     | 8 février 2010    | 17.66                |
| 155 | 16 | Elle faisait pipi comme une Princesse Tinkle Like a Princess                           | James Widdoes | Scénario : Mark Roberts, Don Foster et Jim Patterson Histoire : Chuck Lorre et Lee Aronsohn                    | 1er mars 2010     | 16.86                |
| 156 | 17 | J'ai retrouvé ta moustache I Found Your Moustache                                      | James Widdoes | Scénario : Don Foster, Eddie Gorodetsky et Jim Patterson Histoire : Chuck Lorre, Lee Aronsohn et Mark Roberts  | 8 mars 2010       | 17.61                |
| 157 | 18 | On le fera pas en L.E.V.R.E.T.T.E Ixnay on the Oggie Day                               | James Widdoes | Scénario : Chuck Lorre, Lee Aronsohn et Mark Roberts Histoire : Don Foster, Eddie Gorodetsky et Jim Patterson  | 22 mars 2010      | 14.46                |
| 158 | 19 | Keith Moon doit en vomir dans sa tombe Keith Moon Is Vomiting in His Grave             | James Widdoes | Scénario : Eddie Gorodetsky, Jim Patterson Histoire : Mark Roberts et Don Foster                               | 12 avril 2010     | 13.71                |
| 159 | 20 | Je l'avais appelé Mr. Magoo I Called Him Magoo                                         | James Widdoes | Scénario : Mark Roberts, Don Foster, Susan Beavers Histoire : Chuck Lorre et Lee Aronsohn                      | 10 mai 2010       | 13.86                |
| 160 | 21 | Un grand truc mou sur une béquille Gumby with a Pokey                                  | James Widdoes | Scénario : Mark Roberts, Don Foster, Eddie Gorodetsky Histoire : Chuck Lorre, Lee Aronsohn et Susan Beavers    | 17 mai 2010       | 13.28                |
| 161 | 22 | Oh, ça va mal finir This Is Not Gonna End Well                                         | Lee Aronsohn  | Scénario : Eddie Gorodetsky, Susan Beavers, Jim Patterson Histoire : Chuck Lorre, Lee Aronsohn et Mark Roberts | 24 mai 2010       | 15.46                |

## Huitième saison (2010/2011)
Cette huitième saison de Mon oncle Charlie ne comporte que 16 épisodes, à la suite des nombreux évènements liés à Charlie Sheen.
| №   | #  | Titre                                                                                | Réalisation   | Scénario | 1re diffusion US  | Audiences US (en M.) |
| --- | -- | ------------------------------------------------------------------------------------ | ------------- | --- | ----------------- | -------------------- |
| 162 | 1  | Trois filles et un mec circoncis Three Girls and a Guy Named Bud                     | James Widdoes | Scénario : Don Foster, Jim Patterson, Eddie Gorodetsky Histoire : Chuck Lorre et Lee Aronsohn                   | 20 septembre 2010 | 14.65                |
| 163 | 2  | Une bouteille de vin et un marteau-piqueur A Bottle of Wine and a Jackhammer         | James Widdoes | Scénario : Don Foster, Eddie Gorodetsky, Jim Patterson Histoire : Chuck Lorre, Lee Aronsohn et Susan Beavers    | 27 septembre 2010 | 13.92                |
| 164 | 3  | Du beurre sous une couche de cactus A Pudding-Filled Cactus                          | James Widdoes | Scénario : Don Foster, Eddie Gorodetsky, Susan Beavers Histoire : Chuck Lorre, Lee Aronsohn et David Richardson | 4 octobre 2010    | 14.37                |
| 165 | 4  | Une pute, une pute, une pute... Hookers, Hookers, Hookers                            | James Widdoes | Scénario : Chuck Lorre, Lee Aronsohn, Jim Patterson Histoire : Don Foster, Eddie Gorodetsky et Susan Beavers    | 11 octobre 2010   | 13.47                |
| 166 | 5  | L'immortel M. Billy Joel The Immortal Mr. Billy Joel                                 | James Widdoes | Scénario : Eddie Gorodetsky, Susan Beavers, Jim Patterson Histoire : Chuck Lorre, Lee Aronsohn et Don Foster    | 18 octobre 2010   | 13.54                |
| 167 | 6  | Ça ne t'a pas empêché d'agiter ta baguette magique Twanging Your Magic Clanger       | James Widdoes | Scénario : Chuck Lorre, Eddie Gorodetsky et Jim Patterson Histoire : Lee Aronsohn et Don Foster                 | 25 octobre 2010   | 13.77                |
| 168 | 7  | La gazette des grognasses à la masse The Crazy Bitch Gazette                         | James Widdoes | Scénario : Don Foster, Eddie Gorodetsky et Jim Patterson Histoire : Chuck Lorre et Lee Aronsohn                 | 1er novembre 2010 | 13.64                |
| 169 | 8  | Le bonheur au bout d'un stick Springtime on a Stick                                  | James Widdoes | Eddie Gorodetsky et Jim Patterson                                                                               | 8 novembre 2010   | 13.63                |
| 170 | 9  | Si un jour tu veux t'éclater en Centrafrique A Good Time in Central Africa           | James Widdoes | Scénario : Eddie Gorodetsky et Jim Patterson Histoire : Don Reo                                                 | 15 novembre 2010  | 14.25                |
| 171 | 10 | Aïe, aïe, t'arrêtes pas Ow, Ow, Don't Stop                                           | James Widdoes | Scénario : Susan Beavers, Don Reo, David Richardson Histoire : Chuck Lorre et Lee Aronsohn                      | 22 novembre 2010  | 14.39                |
| 172 | 11 | Mort sous la ceinture Dead from the Waist Down                                       | James Widdoes | Scénario : Chuck Lorre et Lee Aronsohn Histoire : Susan Beavers, David Richardson et Don Reo                    | 6 décembre 2010   | 13.41                |
| 173 | 12 | Chocolats Diddlers ou mon petit chien est mort Chocolate Diddlers or My Puppy's Dead | James Widdoes | Scénario : Eddie Gorodetsky et Jim Patterson Histoire : Chuck Lorre                                             | 13 décembre 2010  | 13.95                |
| 174 | 13 | Sconse, merde de chien et ketchup Skunk, Dog, Crap and Ketchup                       | James Widdoes | Scénario : Chuck Lorre, Lee Aronsohn, Don Reo Histoire : Alissa Neubauer                                        | 3 janvier 2011    | 15.36                |
| 175 | 14 | Des sous-marins japonais Lookin' for Japanese Subs                                   | James Widdoes | Scénario : Eddie Gorodetsky, Susan Beavers, Jim Patterson Histoire : Chuck Lorre et Lee Aronsohn                | 17 janvier 2011   | 15.56                |
| 176 | 15 | Trois putes et un cheeseburger Three Hookers and a Philly Cheesesteak                | James Widdoes | Eddie Gorodetsky et Jim Patterson                                                                               | 7 février 2011    | 15.15                |
| 177 | 16 | Ce diable de prêtre That Darn Priest                                                 | James Widdoes | Scénario : Susan Beavers, David Richardson, Don Reo Histoire : Chuck Lorre et Lee Aronsohn                      | 14 février 2011   | 14.51                |

## Neuvième saison (2011/2012)
| №   | #  | Titre                                                                                 | Réalisation   | Scénario | 1re diffusion US  | Audiences US (en M.) |
| --- | -- | ------------------------------------------------------------------------------------- | ------------- | --- | ----------------- | -------------------- |
| 178 | 1  | Enchanté de vous connaître, Walden Schmidt! Nice to Meet You, Walden Schmidt - Part 1 | James Widdoes | Chuck Lorre, Lee Aronsohn, Eddie Gorodetsky et Jim Patterson                                                 | 19 septembre 2011 | 28.74                |
| 179 | 2  | Les mectons qui aiment les œilletons People Who Love Peepholes - Part 2               | James Widdoes | Chuck Lorre, Lee Aronsohn, Eddie Gorodetsky et Jim Patterson                                                 | 26 septembre 2011 | 20.52                |
| 180 | 3  | Les grandes filles ne jouent pas avec la nourriture Big Girls Don't Throw Food        | James Widdoes | Scénario : Eddie Gorodetsky, Jim Patterson Histoire : Chuck Lorre et Andrew J. B. Aronsohn                   | 3 octobre 2011    | 17.71                |
| 181 | 4  | Neuf doigts magiques Nine Magic Fingers                                               | James Widdoes | Scénario : Chuck Lorre, Lee Aronsohn Histoire : Eddie Gorodetsky et Jim Patterson                            | 10 octobre 2011   | 16.20                |
| 182 | 5  | Un chat géant, un churro à la patte A Giant Cat Holding a Churro                      | James Widdoes | Scénario : Susan Beavers, Don Reo, David Richardson Histoire : Chuck Lorre, Lee Aronsohn et Eddie Gorodetsky | 17 octobre 2011   | 15.14                |
| 183 | 6  | Ne pas m'asseoir sur la lunette The Squat and the Hover                               | James Widdoes | Scénario : Susan Beavers, Don Reo, David Richardson Histoire : Chuck Lorre, Lee Aronsohn et Eddie Gorodetsky | 24 octobre 2011   | 15.29                |
| 184 | 7  | Ces toilettes japonaises démentes Those Fancy Japanese Toilets                        | James Widdoes | Scénario : Eddie Gorodetsky, Jim Patterson Histoire : Chuck Lorre et Lee Aronsohn                            | 31 octobre 2011   | 13.90                |
| 185 | 8  | Merci pour le coït Thank You For The Intercourse                                      | James Widdoes | Scénario : Lee Aronsohn, Eddie Gorodetsky, Jim Patterson Histoire : Chuck Lorre et Susan McMartin            | 7 novembre 2011   | 14.71                |
| 186 | 9  | Le book de Frodo Frodo's Headshots                                                    | James Widdoes | Scénario : Susan Beavers, Don Reo, David Richardson Histoire : Chuck Lorre et Lee Aronsohn                   | 14 novembre 2011  | 14.77                |
| 187 | 10 | Un bocal à poisson rempli d'yeux de verre A Fishbowl Full of Glass Eyes               | James Widdoes | Scénario : Lee Aronsohn, Eddie Gorodetsky, Jim Patterson Histoire : Chuck Lorre et Gemma Baker               | 21 novembre 2011  | 15.82                |
| 188 | 11 | Divine, cette piste d'atterrissage What a Lovely Landing Strip                        | James Widdoes | Scénario : Eddie Gorodetsky, Jim Patterson, Don Reo Histoire : Chuck Lorre et Lee Aronsohn                   | 5 décembre 2011   | 15.18                |
| 189 | 12 | Au premier faux pas le Zimbabwe! One False Move, Zimbabwe!                            | James Widdoes | Scénario : Eddie Gorodetsky, Jim Patterson, Don Reo Histoire : Chuck Lorre et Lee Aronsohn                   | 12 décembre 2011  | 14.88                |
| 190 | 13 | Doucement et de façon circulaire Slowly and in a Circular Fashion                     | James Widdoes | Scénario : Lee Aronsohn, Eddie Gorodetsky, Jim Patterson Histoire : Chuck Lorre et Ashton Kutcher            | 2 janvier 2012    | 13.94                |
| 191 | 14 | Un opossum sous chimio A Possum on Chemo                                              | James Widdoes | Scénario : Chuck Lorre, Eddie Gorodetsky, Jim Patterson Histoire : Susan Beavers et Susan McMartin           | 16 janvier 2012   | 16.02                |
| 192 | 15 | La duchesse de nulle-au-pieu The Duchess of Dull-in-Sack                              | James Widdoes | Scénario : Eddie Gorodetsky, Jim Patterson, Don Reo Histoire : Chuck Lorre et Lee Aronsohn                   | 6 février 2012    | 13.00                |
| 193 | 16 | Soûlerie, sonnets et sodomie Sips, Sonnets and Sodomy                                 | James Widdoes | Scénario : Chuck Lorre, Lee Aronsohn Histoire : Eddie Gorodetsky, Jim Patterson et Don Reo                   | 13 février 2012   | 12.45                |
| 194 | 17 | Pas dans ma bouche ! Not in My Mouth!                                                 | James Widdoes | Scénario : Chuck Lorre, Lee Aronsohn Histoire : Eddie Gorodetsky, Jim Patterson et Don Reo                   | 20 février 2012   | 13.33                |
| 195 | 18 | En guerre contre la gingivite The War Against Gingivitis                              | James Widdoes | Scénario : Eddie Gorodetsky, Jim Patterson, Don Reo Histoire : Chuck Lorre et Lee Aronsohn                   | 27 février 2012   | 11.92                |
| 196 | 19 | Palmdale, beurk ! Palmdale, Ech                                                       | James Widdoes | Scénario : Eddie Gorodetsky, Jim Patterson, Don Reo Histoire : Chuck Lorre et Lee Aronsohn                   | 19 mars 2012      | 11.47                |
| 197 | 20 | Le mille-feuille de grand-mère Grandma's Pie                                          | James Widdoes | Scénario : Chuck Lorre, Lee Aronsohn Histoire : Eddie Gorodetsky, Jim Patterson et Don Reo                   | 9 avril 2012      | 10.40                |
| 198 | 21 | Ma trompe du bas Mr. Hose Says 'Yes                                                   | James Widdoes | Scénario : Chuck Lorre, Eddie Gorodetsky, Jim Patterson Histoire : Lee Aronsohn et Susan Beavers             | 16 avril 2012     | 11.22                |
| 199 | 22 | C'est pour ça qu'on finit par devenir pédés Why We Gave Up Women                      | James Widdoes | Scénario : Eddie Gorodetsky, Jim Patterson, Don Reo Histoire : Chuck Lorre et Lee Aronsohn                   | 30 avril 2012     | 11.32                |
| 200 | 23 | La paille dans le trou de mon boudin The Straw In My Donut Hole                       | James Widdoes | Scénario : Chuck Lorre, Lee Aronsohn, Susan Beavers Histoire : Eddie Gorodetsky, Jim Patterson et Don Reo    | 7 mai 2012        | 11.43                |
| 201 | 24 | Oh la !, Al Qaida ! Oh Look! Al-Qaeda!                                                | James Widdoes | Scénario : Eddie Gorodetsky, Jim Patterson, Don Reo Histoire : Chuck Lorre et Lee Aronsohn                   | 14 mai 2012       | 11.55                |

## Dixième saison (2012/2013)
Le 1er mai 2012, les contrats de Ashton Kutcher, Jon Cryer et Angus T. Jones ont été renouvelés pour une dixième saison. CBS a donné son accord le 12 mai 2012 et a renouvelé la série pour une dixième saison qui sera diffusée à partir du 27 septembre 2012.
| №   | #  | Titre                                                                                        | Réalisation   | Scénario | 1re diffusion US  | Audiences US (en M.) |
| --- | -- | -------------------------------------------------------------------------------------------- | ------------- | --- | ----------------- | -------------------- |
| 202 | 1  | J'ai changé d'avis pour le lait I Changed My Mind About the Milk                             | James Widdoes | Scénario : Don Reo, Jim Patterson Histoire : Chuck Lorre et Eddie Gorodetsky                                                              | 27 septembre 2012 | 12.54                |
| 203 | 2  | Un gros sac de chien A Big Bag of Dog                                                        | James Widdoes | Scénario : Jim Patterson, Eddie Gorodetsky Histoire : Chuck Lorre et Don Reo                                                              | 4 octobre 2012    | 12.33                |
| 204 | 3  | Quatre balles, deux battes et une base Four Balls, Two Bats and One Mitt                     | James Widdoes | Scénario : Chuck Lorre, Eddie Gorodetsky Histoire : Don Reo et Jim Patterson                                                              | 11 octobre 2012   | 11.35                |
| 205 | 4  | Tu sais pourquoi on t'file des sucettes chez le dentiste ? You Know What The Lollipop Is For | James Widdoes | Scénario : Don Reo, Jim Patterson, Eddie Gorodetsky Histoire : Chuck Lorre et Alissa Neubauer                                             | 18 octobre 2012   | 13.60                |
| 206 | 5  | C'est pas comme ça qu'on dit à Amsterdam That's Not What They Call It In Amsterdam           | James Widdoes | Scénario : Chuck Lorre, Don Reo, Jim Patterson Histoire : Eddie Gorodetsky et Susan McMartin                                              | 25 octobre 2012   | 12.94                |
| 207 | 6  | Les furets, à l'attaque Ferrets, Attack                                                      | James Widdoes | Scénario : Jim Patterson, Eddie Gorodetsky, Matt Ross, Max Searle Histoire : Chuck Lorre et Don Reo                                       | 1er novembre 2012 | 12.65                |
| 208 | 7  | Évite la moutarde chinoise Avoid the Chinese Mustard                                         | James Widdoes | Scénario : Don Reo, Jim Patterson, Eddie Gorodetsky Histoire :Chuck Lorre et Gemma Baker                                                  | 8 novembre 2012   | 14.07                |
| 209 | 8  | Ce que m'a dit mon gynéco Something My Gynecologist Said                                     | James Widdoes | Scénario : Don Reo, Eddie Gorodetsky Histoire : Chuck Lorre et Jim Patterson                                                              | 15 novembre 2012  | 13.87                |
| 210 | 9  | Je hurle assez quand je vais pisser I Scream When I Pee                                      | James Widdoes | Scénario : Jim Patterson, Eddie Gorodetsky, Steve Tompkins Histoire : Chuck Lorre et Don Reo                                              | 29 novembre 2012  | 13.74                |
| 211 | 10 | Popaul la couille One Nut Johnson                                                            | James Widdoes | Scénario : Chuck Lorre, Steve Tompkins, Alisa Neubauer Histoire : Don Reo, Jim Patterson et Eddie Gorodetsky                              | 6 décembre 2012   | 13.50                |
| 212 | 11 | Un trou pour la queue Give Santa a Tail-Hole                                                 | James Widdoes | Scénario : Chuck Lorre, Matt Ross, Mark Seale Histoire : Don Reo, Jim Patterson et Eddie Gorodetsky                                       | 13 décembre 2012  | 13.34                |
| 213 | 12 | Bienvenue au château Alan Welcome to Alancrest                                               | James Widdoes | Scénario : Jim Patterson, Eddie Gorodetsky, Susan McMartin Histoire : Chuck Lorre, Don Reo et Steve Tompkins                              | 3 janvier 2013    | 15.41                |
| 214 | 13 | Attrape une plume et fais la queue Grab A Feather And Get In Line                            | James Widdoes | Scénario : Don Reo, Jim Patterson, Alissa Neubauer Histoire : Chuck Lorre, Eddie Gorodetsky et Gemma Baker                                | 10 janvier 2013   | 14.40                |
| 215 | 14 | Cours, Steven Staven, cours ! Run Steven Staven! Run!                                        | James Widdoes | Scénario : Don Reo, Eddie Gorodetsky et Steve Tompkins Histoire : Chuck Lorre, Jim Patterson et Susan McMartin                            | 31 janvier 2013   | 13.70                |
| 216 | 15 | Je peins, je perce ou je bouche Paint It, Pierce It or Plug It                               | James Widdoes | Scénario : Jim Patterson, Matt Ross et Max Searle Histoire : Chuck Lorre, Don Reo et Eddie Gorodetsky                                     | 7 février 2013    | 14.12                |
| 217 | 16 | Avantage au bébé obèse et volant Advantage: Fat, Flying Baby                                 | James Widdoes | Scénario : Jim Patterson, Don Reo et Steve Tompkins Histoire : Chuck Lorre, Eddie Gorodetsky et Alissa Neubauer                           | 14 février 2013   | 13.69                |
| 218 | 17 | Les mystères du collège Throgwarten Throgwarten Middle School Mysteries                      | James Widdoes | Scénario : Don Reo, Eddie Gorodetsky et Gemma Baker Histoire : Chuck Lorre, Eddie Jim Patterson et Nick Bakay                             | 21 février 2013   | 13.41                |
| 219 | 18 | Le train de 9h04 en provenance de Pemberton The 9:04 From Pemberton                          | James Widdoes | Scénario : Don Reo, Steve Tompkins and Alissa Neubauer Histoire : Chuck Lorre, Jim Patterson and Eddie Gorodetsky                         | 7 mars 2013       | 13.54                |
| 220 | 19 | Super épisode : Une cuillère a disparu Big Episode. Someone Stole A Spoon                    | James Widdoes | Scénario : Jim Patterson, Eddie Gorodetsky and Susan McMartin Histoire : Chuck Lorre, Don Reo and Gemma Baker                             | 14 mars 2013      | 12.18                |
| 221 | 20 | Mange tes dents ! Laisse tomber, c'est une expression Bazinga! That's From A TV Show         | James Widdoes | Scénario : Don Reo, Matt Ross and Max Searle Don Reo, Matt Ross and Max Searle Histoire : Chuck Lorre, Jim Patterson and Eddie Gorodetsky | 4 avril 2013      | 13.71                |
| 222 | 21 | Une autre nuit avec Neil Diamond Another Night With Neil Diamond                             | James Widdoes | Scénario : Jim Patterson, Eddie Gorodetsky and Nick Bakay Histoire : Chuck Lorre, Don Reo and Steve Tompkins                              | 25 avril 2013     | 11.32                |
| 223 | 22 | Fabuleux, mon petit Vidalia, hein ? My Bodacious Vidalia                                     | James Widdoes | Scénario : Gemma Baker, Matt Ross and Matt Searle Histoire : Chuck Lorre, Don Reo, Jim Patterson and Eddie Gorodetsky                     | 2 mai 2013        | 12.12                |
| 224 | 23 | On est prêts à se payer du bon temps Cows, Prepare to be Tipped                              | James Widdoes | Scénario : Don Reo, Jim Patterson & Eddie Gorodetsky Histoire : Chuck Lorre, Alissa Neubauer and Susan McMartin                           | 9 mai 2013        | 12.83                |

## Onzième saison (2013/2014)
Le 26 avril 2013, la série a été renouvelée pour une onzième saison prévue pour le 26 septembre 2013.
| №   | #  | Titre                                                              | Réalisation   | Scénario | 1re diffusion US  | Audiences US (en M.) |
| --- | -- | ------------------------------------------------------------------ | ------------- | --- | ----------------- | -------------------- |
| 225 | 1  | Nangnangnangnang                                                   | James Widdoes | Scénario : Chuck Lorre, Susan McMartin Histoire : Don Reo, Jim Patterson et Steve Tompkins                                     | 26 septembre 2013 | 11.59                |
| 226 | 2  | Pleshkin ! I Think I Banged Lucille Ball                           | James Widdoes | Scénario : Don Reo, Jim Patterson & Jeff Lowell Histoire : Chuck Lorre & Alissa Neubauer                                       | 3 octobre 2013    | 9.34                 |
| 227 | 3  | Ce biscuit non bénit This Unblessed Biscuit                        | James Widdoes | Scénario : Don Reo, Matt Ross & Matt Searle Histoire : Chuck Lorre & Jim Patterson                                             | 10 octobre 2013   | 9.14                 |
| 228 | 4  | La gigantesque orgie Clank, Clank, Drunken Skank                   | James Widdoes | Scénario : Jim Patterson, Don Reo and Steve Tompkins Histoire : Chuck Lorre and Susan McMartin                                 | 17 octobre 2013   | 8.59                 |
| 229 | 5  | Alan le séducteur Alan Harper, Pleasing Women Since 2003           | James Widdoes | Scénario : Jim Patterson, Jeff Lowell and Jim Vallely Histoire : Steve Tompkins, Alissa Neubauer and Don Reo                   | 24 octobre 2013   | 8.53                 |
| 230 | 6  | Lynda Wonder Carter Justice In Star-Spangled Hot Pants             | James Widdoes | Scénario : Jim Patterson, Tim Kelleher et Jeff Lowell Histoire : Don Reo, Susan McMartin et Jon Cryer                          | 7 novembre 2013   | 8.14                 |
| 231 | 7  | Une sorte de zombie lesbien Some Kind of Lesbian Zombie            | James Widdoes | Scénario : Don Reo, Matt Ross et Max Searle Histoire : Jim Patterson, Steve Tompkins et Jeff Lowell                            | 14 novembre 2013  | 8.66                 |
| 232 | 8  | Je te fais, Jeff Schwarzenegger Mr. Walden, He Die. I Clean Room.  | James Widdoes | Scénario : Don Reo, Susan McMartin et Saladin Patterson Histoire : Chuck Lorre, Jim Patterson et Steve Tompkins                | 21 novembre 2013  | 8.69                 |
| 233 | 9  | Une fille et un cochon Numero Uno Accidente Lawyer                 | James Widdoes | Scénario : Don Reo, Tim Kelleher et Nathan Chetty Histoire : Jim Patterson, Saladin Patterson et Jim Valley                    | 5 décembre 2013   | 8.47                 |
| 234 | 10 | Un Noël au poil On Vodka, On Soda, On Blender, On Mixer!           | James Widdoes | Scénario : Don Reo, Jim Patterson et Jeff Lowell Histoire : Saladin K. Patterson, Matt Ross et Max Searle                      | 12 décembre 2013  | 8.54                 |
| 235 | 11 | Tasée dans les boules Tazed In The Lady Nuts                       | James Widdoes | Scénario : Don Reo, Jim Patterson et Steve Tompkins Histoire : Tim Kelleher, Jeff Lowell et Jim Vallely                        | 2 janvier 2014    | 8.55                 |
| 236 | 12 | Algorithme et échangisme Baseball. Boobs. Boobs. Baseball.         | James Widdoes | Scénario : Jim Patterson, Matt Ross et Matt Searle Histoire : Don Reo, Susan McMartin et Leslie Shapira                        | 9 janvier 2014    | 9,58                 |
| 237 | 13 | Vive les vicieux ! Bite Me, Supreme Court                          | James Widdoes | Scénario : Don Reo, Jim Patterson et Steve Tompkins Histoire : Tim Kelleher, Jeff Lowell et Jim Vallely                        | 30 janvier 2014   | 8,86                 |
| 238 | 14 | Super mâle Three Fingers of Crème de Menthe                        | James Widdoes | Scénario : Steve Tompkins, Saladin K. Patterson et Susan McMartin Histoire : Don Reo, Jim Patterson et Maria Espada Pierce     | 6 février 2014    | 8,32                 |
| 239 | 15 | Une énorme... Bague Cab Fare and a Bottle of Penicillin            | James Widdoes | Scénario : Don Reo, Matt Ross et Max Searle Histoire : Jim Patterson, Tim Kelleher et Jim Vallely                              | 27 février 2014   | 10.02                |
| 240 | 16 | Comment se débarrasser d'Alan Harper How to Get Rid of Alan Harper | James Widdoes | Scénario : Don Reo, Jim Patterson, and Jeff Lowell Histoire : Saladin K. Patterson, Jim Vallely and Leslie Schapira            | 6 mars 2014       | 10.38                |
| 241 | 17 | Bienvenue à la maison, Jake Welcome Home, Jake                     | James Widdoes | Scénario : Tim Kelleher, Matt Ross and Max Searle Histoire : Don Reo, Jim Patterson and Saladin K. Patterson                   | 13 mars 2014      | 9.43                 |
| 242 | 18 | West Side Story                                                    | James Widdoes | Scénario : Jeff Lowell, Matt Rose et Max Searle Histoire : Don Reo, Jim Patterson et Susan M. Martin                           | 3 avril 2014      | 9.23                 |
| 243 | 19 | Amoureux chronique Lan Mao Shi Zai Wuding Shang                    | James Widdoes | Scénario : Don Reo, Jim Patterson et Steve Tompkins Histoire : Jeff Lowell, Max Ross et Matt Searle                            | 10 avril 2014     | 9.55                 |
| 244 | 20 | Ajustements près de l'océan Lotta Delis in Little Armenia          | James Widdoes | Scénario : Jim Patterson, Tim Kelleher et Jim Vallely Histoire : Don Reo, Steve Tompkins et Susan McMartin                     | 24 avril 2014     | 9.35                 |
| 245 | 21 | Mes premières fois Dial 1-900-MIX-A-LOT                            | James Widdoes | Scénario : Don Reo, Steve Tompkins et Susan McMartin Histoire : Jim Patterson, Matt Ross et Max Searle                         | 1 mai 2014        | 8.97                 |
| 246 | 22 | Oh, WALD-E, Je t'aime déjà ! Oh WALD-E, Good Times Ahead           | James Widdoes | Scénario : Steve Tompkins, Jeff Lowell, Matt Ross et Max Searle Histoire : Don Reo, Jim Patterson, Tim Kelleher et Jim Vallely | 8 mai 2014        | 8.35                 |

## Douzième saison (2014-2015)
Le 13 mars 2014, CBS a renouvelé la série pour une douzième et dernière saison prévue pour le 30 octobre 2014.
| №       | #     | Titre                                                        | Réalisation   | Scénario | 1re diffusion US | Audiences US (en M.) |
| ------- | ----- | ------------------------------------------------------------ | ------------- | --- | ---------------- | -------------------- |
| 247     | 1     | Les bons vieux épinards mexicains The Ol' Mexican Spinach    | James Widdoes | Scénario : Don Reo, Jim Patterson et Steve Tompkins Histoire : Chuck Lorre, Lee Aronsohn et Warren Bell         | 30 octobre 2014  | 10.29                |
| 248     | 2     | Un bar chic à Ibiza A Chic Bar In Ibiza                      | James Widdoes | Scénario : Tim Kelleher, Saladin K. Patterson & Jim Vallely Histoire : Lee Aronsohn, Don Reo & Jim Patterson    | 6 novembre 2014  | 9.12                 |
| 249     | 3     | Camping de luxe en yourte Glamping In A Yurt                 | James Widdoes | Scénario : Don Reo, Jim Patterson & Jim Vallely Histoire : Saladin K. Patterson, Matt Ross & Max Searle         | 13 novembre 2014 | 8.75                 |
| 250     | 4     | Helen est intemporelle Thirty-Eight, Sixty-Two, Thirty-Eight | James Widdoes | Scénario : Warren Bell, Matt Ross & Max Searle Histoire : Don Reo, Jim Patterson & Steve Tompkins               | 20 novembre 2014 | 8.62                 |
| 251     | 5     | Le roi Louis Oontz. Oontz. Oontz.                            | James Widdoes | Scénario : Jim Patterson, Tim Kelleher & Saladin K. Patterson Histoire : Don Reo, Steve Tompkins & Warren Bell  | 27 novembre 2014 | 6.93                 |
| 252     | 6     | Alan a tiré sur une petite fille Alan Shot A Little Girl     | Jon Cryer     | Scénario : Jim Patterson, Steve Tompkins & Warren Bell Histoire : Don Reo, Maria Espada Pearce & Nathan Chetty  | 4 décembre 2014  | 8.10                 |
| 253     | 7     | Sexe avec un vieillard animé Sex With An Animated Ed Asner   | James Widdoes | Scénario : Don Reo, Matt Ross & Max Searle Histoire : Jim Patterson, Jim Vallely & Tim Kelleher                 | 11 décembre 2014 | 9.30                 |
| 254     | 8     | Miracle de noël Clockwise In Back Hole Until Tight           | James Widdoes | Scénario : Don Reo, Jim Patterson & Steve Thompkins Histoire : Warren Bell, Saladin K. Patterson & Jim Vallely  | 18 décembre 2014 | 8.80                 |
| 255     | 9     | Toucher rectal Bouncy, Bouncy, Bouncy, Lyndsey               | James Widdoes | Scénario : Don Reo, Matt Ross, & Max Searle Histoire : Jim Patterson, Tim Kelleher, & Saladin K. Patterson      | 8 janvier 2015   | 10.07                |
| 256     | 10    | Maxi culotte beige Here I Come, Pants!                       | James Widdoes | Scénario : Tim Kelleher, Matt Ross, & Max Searle Histoire : Chuck Lorre, Don Reo, & Jim Patterson               | 15 janvier 2015  | 9.38                 |
| 257     | 11    | Le papa club For Whom the Booty Calls                        | James Widdoes | Scénario : Don Reo, Jim Patterson, & Steve Tompkins Histoire : Warren Bell, Saladin K. Patterson, & Jim Vallely | 22 janvier 2015  | 9.31                 |
| 258     | 12    | Je suis pas un pigeon A Beer-Battered Rip-Off                | James Widdoes | Scénario : Matt Ross, Max Searle, & Nathan Chetty Histoire : Don Reo, Jim Patterson, & Jeff Lowell              | 29 janvier 2015  | 9.71                 |
| 259     | 13    | L'appartement idéal Boompa Loved His Hookers                 | James Widdoes | Scénario : Don Reo, Jim Patterson & Nathan Chetty Histoire : Steve Tompkins, Warren Bell & Jeff Lowell          | 5 février 2015   | 9.39                 |
| 260     | 14    | Le vœu Don't Give a Monkey a Gun                             | James Widdoes | Scénario : Jim Vallely, Matt Ross & Max Searle Histoire : Don Reo, Jim Patterson & Tim Kelleher                 | 12 février 2015  | 9.33                 |
| 261/262 | 15/16 | Bien sur qu'il est mort Of Course He's Dead                  | James Widdoes | Scénario et Histoire : Chuck Lorre, Lee Aronsohn, Don Reo & Jim Patterson Note :Épisode final de la série       | 19 février 2015  | 13.52                |